# Schrägbinden-Gallenrüssler

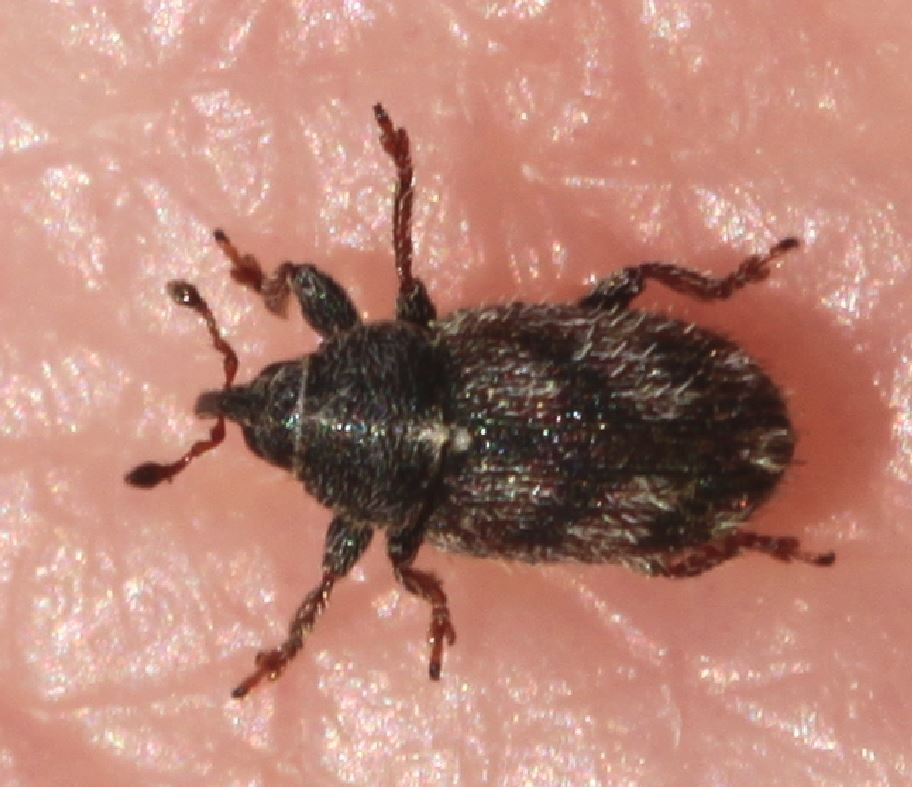
Dorsalansicht

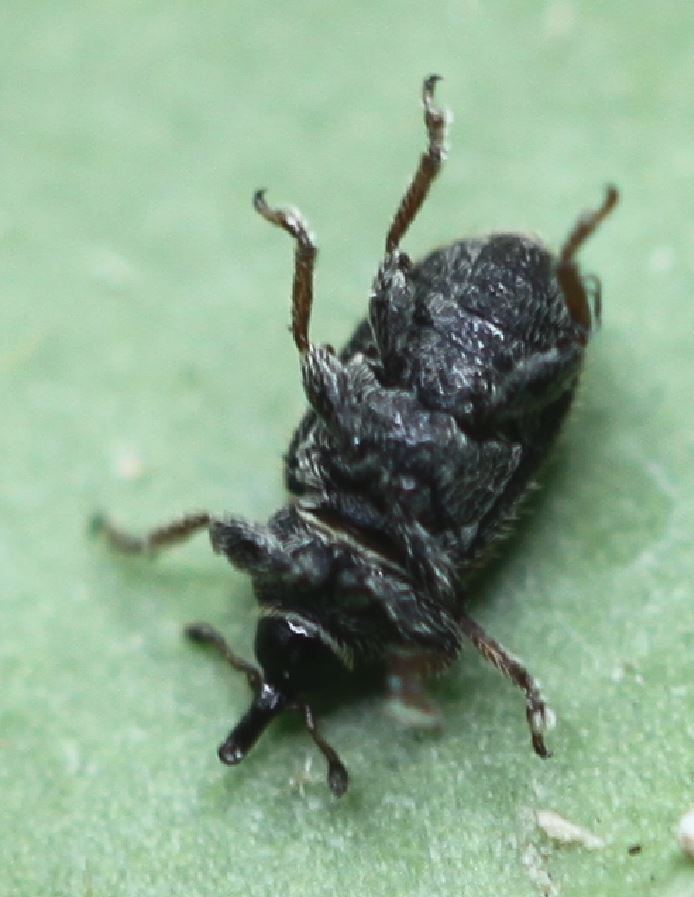
Ventralansicht

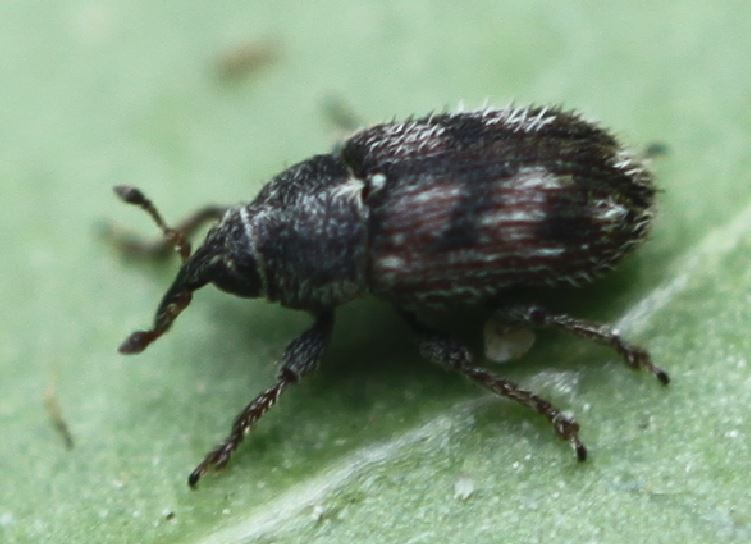
Seitenansicht

Der Schrägbinden-Gallenrüssler (Mecinus labilis) ist ein Käfer aus der Familie der Rüsselkäfer (Curculionidae).

## Merkmale
Die Käfer sind 1,7 bis 2,2 Millimeter lang. Ihr Körper ist schwarz. Sie besitzen eine länglich-ovale Gestalt. Die rotbraunen Flügeldecken weisen zwei dunkelbraune bis schwarzbraune Schrägbinden auf. Das Schildchen ist weiß. Die Flügeldeckennaht ist mit Ausnahme der Spitze schwarz bis dunkelbraun gefärbt. Die Femora sind schwarz oder dunkelbraun, während die Tibien und Tarsen rotbraun gefärbt sind. Die Fühler sowie die Rüsselspitze sind ebenfalls rotbraun gefärbt. Die Börstchenreihen der Flügeldecken sind einreihig. Die Härchen auf den Flügeldecken im rotbraunen Bereich sind weiß gefärbt.

## Verbreitung
Die Käfer sind im Westen und in der Mitte Europas weit verbreitet. Im Norden reicht das Vorkommen der Art bis nach Südschweden sowie auf die Britischen Inseln (England, Wales und Irland). Im Süden erstreckt sich das Verbreitungsgebiet über die westliche Mittelmeerregion (Iberische Halbinsel und Italien), im Osten über Osteuropa bis nach Russland.

## Lebensweise
Die Käfer erscheinen ab April. Zwischen Mai und Juli, während der Paarungszeit, beobachtet man sie am häufigsten. Die Larven entwickeln sich im Wurzelhals verschiedener Wegerich-Arten, insbesondere Spitzwegerich (Plantago lanceolata). Dort findet auch die Verpuppung statt. Da die Käfer auch im Winter beobachtet werden können, überwintert die Art zumindest teilweise als Imago.

## Gefährdung
Die Art gilt in Deutschland als ungefährdet.

## Taxonomie
Die Art wurde 1795 von Johann Friedrich Wilhelm Herbst wissenschaftlich als Curculio labilis Herbst, 1795, beschrieben. Neben dieser Bezeichnung finden sich in der Literatur folgende Synonyme:
- Gymnetron labile (Herbst, 1795)
- Gymnaetron labile (Herbst, 1795)